# Jezioro Klimkowskie
Das Jezioro Klimkowskie ist ein Stausee an der Ropa in der polnischen Woiwodschaft Kleinpolen. Er liegt in den Niederen Beskiden.

## Beschreibung
Hinter der 36 Meter hohen Staumauer wird das Wasser der Ropa sowie kleinerer Zuflüsse aufgestaut. Bei Vollstau beinhaltet der Stausee 42,59 Millionen Kubikmeter Wasser. Die Wasserfläche beträgt dann 3,1 Quadratkilometer.

## Geschichte
Der Beschluss, die Staumauer in Klimkówka zu bauen, wurde 1970 gefasst. Der Stausee wurde schließlich 1994 geflutet. Er wird sowohl als Badesee als auch als Schutzspeicher gegen Überflutungen sowie als Wasserkraftwerk genutzt.

## Tourismus
Am Ufer des Sees befinden sich mehrere Strände und Marinas, in denen Segelboote, Tretboote und Kajaks angemietet werden können.

## Literatur

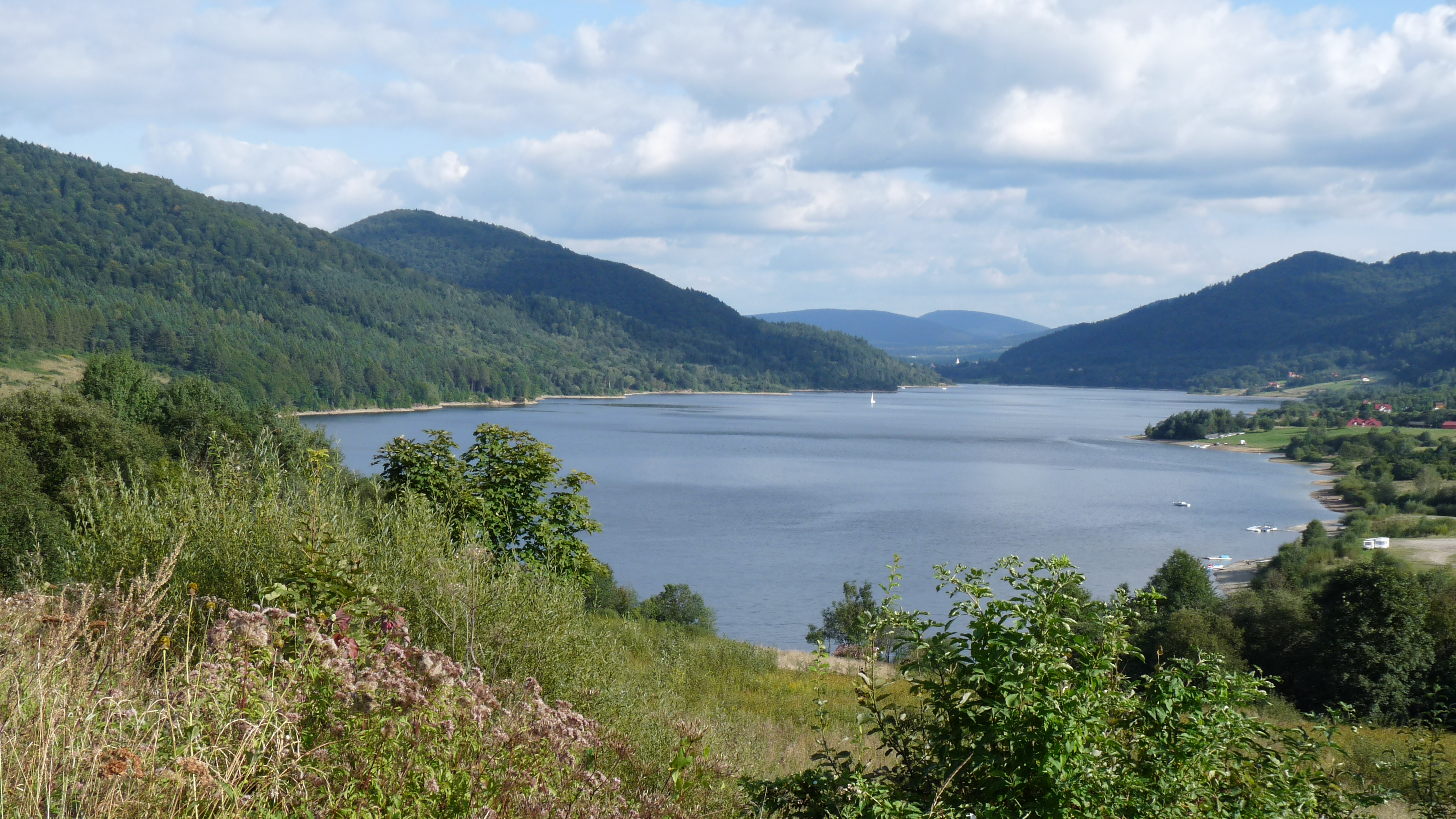
Blick von Klimkówka